# Roy Clingan
Pour les articles homonymes, voir Clingan.
| (77696) Patriciann | 18 juillet 2001 |

Roy Clingan, né en 1950, est un astronome amateur américain.
Le Centre des planètes mineures le crédite de la découverte de cinquante-huit astéroïdes effectuée entre 2001 et 2007.
L'astéroïde (33747) Clingan lui est dédié,.